# 郑粉莉
郑粉莉（1960年—），陕西蓝田人，汉族，中华人民共和国政治人物、第十一届全国人民代表大会陕西地区代表。
毕业于中国科学院水土保持研究所土壤学专业。加入九三学社。担任西北农林科技大学国际学院院长。2008年起担任全国人大代表。